# Попис становништва 2023. у Црној Гори
Попис становништва 2023. у Црној Гори био је попис становништва који је у Црној Гори спроведен у периоду од 3. до 28. децембра 2023. године. Попис је организовала и спровела Управа за статистику Црне Горе (Monstat). Први прелиминарни резултати саопштени су 25. јануара 2024. године, док су коначни резултати објављени 15. октобра 2024. године.

## Резултати
Према резултатима пописа становништва из 2023. године, Црна Гора има 623.633 становника, од којих 565.804 (90,73%) има само држављанство Црне Горе, док 10.691 (1,71%) има двојно држављанство Црне Горе и неке друге државе, 46.878 (7,52%) има само држављанство неке друге државе, 240 (0,04%) нема држављанство било које државе, а 20 становника се није изјаснило у погледу држављанства. У главном граду Подгорици живи 179.505 становника, што чини 28,78% од укупног броја житеља Црне Горе. Према полној структури, пописано је 316.826 жена (50,80%) и 306.807 (49,20%) мушкараца. Просјечна старост жена је 40,90 године, а мушкараца 38,52 година, док општа просјечна старост становника Црне Горе износи 39,73 година.
| Етнички састав Црне Горе према попису из 2023.‍ | Етнички састав Црне Горе према попису из 2023.‍ | Етнички састав Црне Горе према попису из 2023.‍ | Етнички састав Црне Горе према попису из 2023.‍ | Етнички састав Црне Горе према попису из 2023.‍ |
| ---------------------------------------------- | ---------------------------------------------- | ---------------------------------------------- | ---------------------------------------------- | ---------------------------------------------- |
|                                                |                                                |                                                |                                                |                                                |
| Црногорци                                      | Црногорци                                      |                                                | 256.436                                        | 41,12%                                         |
| Срби                                           | Срби                                           |                                                | 205.370                                        | 32,93%                                         |
| Бошњаци                                        | Бошњаци                                        |                                                | 58.956                                         | 9,45%                                          |
| Албанци                                        | Албанци                                        |                                                | 30.978                                         | 4,97%                                          |
| Руси                                           | Руси                                           |                                                | 12.824                                         | 2,06%                                          |
| Муслимани                                      | Муслимани                                      |                                                | 10.162                                         | 1,63%                                          |
| Роми                                           | Роми                                           |                                                | 5.629                                          | 0,90%                                          |
| Хрвати                                         | Хрвати                                         |                                                | 5.150                                          | 0,83%                                          |
| Украјинци                                      | Украјинци                                      |                                                | 3.087                                          | 0,50%                                          |
| Турци                                          | Турци                                          |                                                | 1.816                                          | 0,29%                                          |
| Срби-Црногорци                                 | Срби-Црногорци                                 |                                                | 1.701                                          | 0,27%                                          |
| Египћани                                       | Египћани                                       |                                                | 1.655                                          | 0,27%                                          |
| Југословени                                    | Југословени                                    |                                                | 1.632                                          | 0,26%                                          |
| Црногорци-Срби                                 | Црногорци-Срби                                 |                                                | 1.268                                          | 0,20%                                          |
| Македонци                                      | Македонци                                      |                                                | 834                                            | 0,13%                                          |
| Бјелоруси                                      | Бјелоруси                                      |                                                | 696                                            | 0,11%                                          |
| Босанци                                        | Босанци                                        |                                                | 461                                            | 0,07%                                          |
| Немци                                          | Немци                                          |                                                | 313                                            | 0,05%                                          |
| Црногорци-Муслимани                            | Црногорци-Муслимани                            |                                                | 294                                            | 0,05%                                          |
| Горанци                                        | Горанци                                        |                                                | 280                                            | 0,04%                                          |
| Словенци                                       | Словенци                                       |                                                | 264                                            | 0,04%                                          |
| Мађари                                         | Мађари                                         |                                                | 230                                            | 0,04%                                          |
| Муслимани-Црногорци                            | Муслимани-Црногорци                            |                                                | 217                                            | 0,03%                                          |
| Татари                                         | Татари                                         |                                                | 161                                            | 0,03%                                          |
| остали народи                                  | остали народи                                  |                                                | 3.136                                          | 0,51%                                          |
| регионално опредјељени                         | регионално опредјељени                         |                                                | 1.086                                          | 0,17%                                          |
| остала опредјељења                             | остала опредјељења                             |                                                | 1.090                                          | 0,17%                                          |
| неизјашњени                                    | неизјашњени                                    |                                                | 17.907                                         | 2,88%                                          |

Етнички састав Црне Горе
према попису из 2023.
| Матерњи језици у Црној Гори према попису из 2023.‍ | Матерњи језици у Црној Гори према попису из 2023.‍ | Матерњи језици у Црној Гори према попису из 2023.‍ | Матерњи језици у Црној Гори према попису из 2023.‍ | Матерњи језици у Црној Гори према попису из 2023.‍ |
| ------------------------------------------------- | ------------------------------------------------- | ------------------------------------------------- | ------------------------------------------------- | ------------------------------------------------- |
|                                                   |                                                   |                                                   |                                                   |                                                   |
| српски                                            | српски                                            |                                                   | 269.307                                           | 43,18%                                            |
| црногорски                                        | црногорски                                        |                                                   | 215.299                                           | 34,52%                                            |
| бошњачки/босански                                 | бошњачки/босански                                 |                                                   | 45.500                                            | 7,30%                                             |
| албански                                          | албански                                          |                                                   | 32.725                                            | 5,25%                                             |
| руски                                             | руски                                             |                                                   | 14.731                                            | 2,36%                                             |
| српско-хрватски / хрватско-српски                 | српско-хрватски / хрватско-српски                 |                                                   | 13.232                                            | 2,12%                                             |
| ромски                                            | ромски                                            |                                                   | 4.658                                             | 0,75%                                             |
| српско-црногорски / црногорско-српски             | српско-црногорски / црногорско-српски             |                                                   | 2.548                                             | 0,40%                                             |
| украјински                                        | украјински                                        |                                                   | 2.308                                             | 0,37%                                             |
| хрватски                                          | хрватски                                          |                                                   | 2.193                                             | 0,35%                                             |
| турски                                            | турски                                            |                                                   | 1.823                                             | 0,29%                                             |
| српско-хрватско-бошњачко-црногорски               | српско-хрватско-бошњачко-црногорски               |                                                   | 1.721                                             | 0,28%                                             |
| македонски                                        | македонски                                        |                                                   | 613                                               | 0,10%                                             |
| енглески                                          | енглески                                          |                                                   | 407                                               | 0,07%                                             |
| немачки                                           | немачки                                           |                                                   | 292                                               | 0,05%                                             |
| бјелоруски                                        | бјелоруски                                        |                                                   | 280                                               | 0,04%                                             |
| горански                                          | горански                                          |                                                   | 226                                               | 0,04%                                             |
| бокељски                                          | бокељски                                          |                                                   | 186                                               | 0,03%                                             |
| југословенски                                     | југословенски                                     |                                                   | 178                                               | 0,03%                                             |
| остали језици                                     | остали језици                                     |                                                   | 3.109                                             | 0,50%                                             |
| само „матерњи”                                    | само „матерњи”                                    |                                                   | 1.408                                             | 0,23%                                             |
| остала изјашњења                                  | остала изјашњења                                  |                                                   | 200                                               | 0,03%                                             |
| неизјашњени                                       | неизјашњени                                       |                                                   | 10.691                                            | 1,71%                                             |

Матерњи језици у Црној Гори
према попису из 2023.

## Помјерање пописа
Иако је првобитно било планирано да попис буде спроведен током 2021, односно 2022. године, неповољне здравствене прилике (Пандемија ковида 19 у Црној Гори) навеле су државну власт да се планирани попис одложи за наредну (2022) годину, а потом је због избијања политичке кризе у Црној Гори донета одлука да се попис поново одложи, за јесен 2023. године.
На седници одржаној 29. децембра 2021. године, Влада Црне Горе је усвојила Предлог закона о попису становништва, који је потом упућен у скупштинску процедуру ради усвајања. Пошто је у међувремену дошло до политичких промена, нова влада је 2. јуна 2022. године израдила нови предлог закона о попису становништва.
Поједина питања која се односе на предстојећи попис становништва изазвала су посебну пажњу јавности, како у самој Црној Гори тако и изван ње, што се на првом мјесту односило на евентуалну промјену пописне методологије. Тим поводом је дошло до обнове ранијих расправа о методологији прикупљања и вјеродостојности обраде пописних података о кључним идентитетским категоријама, као што су етничка припадност и матерњи језик, односно вероисповест, чиме је потврђен значај ових питања за унутрашње политичке односе у Црној Гори.
Предлогом закона од 2. јуна 2022. године, предвиђено је да ће се у склопу пописа прикупљати и подаци о идентитетским категоријама, ко што су: етничка припадност, матерњи језик и вероисповест (9. члан).
Уредбом од 6. марта 2023. године, као датум пописа одређен је мјесец новембар, али та одредба је промјењена накнадним одлукама од 31. октобра и 29. новембра, чиме је датум пописа помјерен за децембар, што је потом и спроведено.

## Питање о промјени пописне методологије
У годинама које су претходиле попису, поједине организације и установе у Црној Гори залагале су се за промјену пописне методологије, путем напуштања непосредног пописивања становништва и преласка на систем обраде посебних база података, које су у Црној Гори још увијек биле у процесу формирања. Ове најаве довеле су до покретања стручних расправа о оправданости предложених промјена, на шта су се надовезале и расправе о евентуалним проблемима и могућим злоупотребама. Сва ова питања довела су до обнављања ранијих расправа о утврђивању одговорности за пропусте који су уочени током спровођења претходних пописа, због чега су биле поднете и кривичне пријаве против Гордане Радојевић, директорке Завода за статистику Црне Горе.
Прве најаве о промјени пописне методологије појавиле су се током 2017. године, а недуго потом учињени су и први званични кораци ка формулисању нове пописне политике у Црној Гори. Почетком 2018. године, руководство Завода за статистику Црне Горе је припремило посебну службену информацију, која је 22. фебруара 2018. године усвојена од стране Владе Црне Горе. Том приликом, Влада је усвојила и посебне закључке, наложивши Министарству унутрашњих послова Црне Горе и другим државним установама да започну са одговарајућим припремама за спровођење предстојећег пописа по новом моделу.
Током 2018. и 2019. године, упоредо са трансформацијом Завода за статистику Црне Горе у "Управу за статистику", предузет је низ корака у циљу покретања процедуре за измјену законских прописа којима се регулише начин спровођења пописа и начин обраде посебних база података. У исто вријеме, убрзан је рад на формирању јединственог "Адресног регистра", који се сматра кључним за успјешно спровођење нове пописне методологије. Ради провјере новог начина прикупљања и обраде пописних података, организован је и пробни попис становништва. Током љета 2019. године, Управа за статистику је позвала невладине организације да се укључе у рад стручних тијела за припрему реформе пописног законодавства, а окончање скупштинске процедуре и доношење новог закона о попису становништва најављено је за 2020. годину.
Након политичких промјена у Црној Гори (2020), заговорници увођења нове пописне методологије изгубили су упориште у органима власти, тако да је временом превладао став да би предстојећи попис требало спровести на досадашњи начин, путем непосредног пописивања становништва, што је потом и усвојено, а ново руководство Управе за статистику именовано је у јесен 2021. године.

## Питање повјерења
Упоредо са покретањем питања о промјени пописне методологије обновљене су и расправе о пропустима и злоупотребама са претходних пописа, а оштрица критике је поново усмјерена ка руководству Управе за статистику Црне Горе, на челу са директорком Горданом Радојевић, која је у јавности још од раније била означена као страначки кадар владајуће Демократске партије социјалиста Црне Горе и особа блиска највишим носиоцима државне власти у Црној Гори, што се на дјелу показало 2014. године, када је успјела да опстане на директорској функцији упркос пресуди Уставног суда Црне Горе којом су као незаконите означене њене одлуке о ускраћивању приступа пописним и изборним подацима, чиме је извршена опструкција истраге која је вођена поводом изборних злоупотреба.
Усљед поменутих околности, разни друштвени чиниоци су јавно исказали своје неповјерење према руководству Управе за статистику Црне Горе, указујући на бројне пропусте у раду те установе. У исто вријеме, изражена је и сумња у методолошку оправданост увођења новог пописног модела, заснованог на базама података које се налазе под директном контролом државних власти, чиме се отвара могућност за вршење разних злоупотреба. Посебна пажња јавности усмјерена је ка питањима која се односе на методологију прикупљања и обраде података о кључним идентитетским категоријама, као што су етничка припадност и матерњи језик. Тим поводом је од стране представника српског народа у Црној Гори у више наврата указивано на опасност од понављања и интензивирања пописних манипулација, притисака и других злоупотреба, које се од стране режима врше у циљу наставка и додатног интензивирања десрбизације и црногоризације, чиме се на предстојећем попису желе остварити два кључна етнополитичка циља: апсолутна црногорска етничка већина и апсолутна црногорска језичка већина.
Иако су припреме за промјену пописног модела већ увелико у току, српске и просрпске странке у Црној Гори још увијек нијесу заузеле заједнички став о предложеним законским рјешењима, нити је тим поводом одржан било какав састанак ради заједничког договора о поменутим питањима, а посебну непознаницу представља став несрпског Покрета за промјене, који се још увек није изјаснио против промјене пописне методологије, што је од посебног значаја за највећу српску странку - Нову српску демократију, која се још од 2012. године налази у коалицији са ПЗП.